# Molí de Fibla
El molí de Fibla és un molí d'oli d'Ulldecona (Montsià) inclòs a l'Inventari del Patrimoni Arquitectònic de Catalunya.

## Descripció
Edifici de planta baixa, amb carreus de pedra a les cantonades i a la base de la paret, i dues obertures amb arc de mig punt adovellat. El primer pis té finestres quadrades emmarcades per una motllura. A la planta baixa es conserva el molí. A la part oposada a l'entrada hi ha una estança on s'emmagatzemen les olives, i en el mateix lloc es conserva la tremuja i un caragol de transport per alimentar el molí de "rulos" (tres pedres còniques). A l'altra estança hi ha les batedores, premses, vagonetes i carrils, així com els dipòsits de decantació, que estan excavats a terra i enllosats, i els trulls. L'entrada, on es conserva el molí d'oli, està enllosada i la paret de la dreta té rajola de manisa fins a l'alçada de metre i mig.

## Història
Aquest molí fou instil·lat a principis de segle XX i funcionava amb força hidràulica, però abans de la Guerra Civil es va canviar per a funcionar amb electricitat. La força hidràulica s'aconseguia desviant la séquia, amb un salt que donava a una sínia, aquesta era emprada per dos o tres molins.
El barri Castell és el lloc on Ulldecona tenia els seus molins, per això de vegades se l'anomena "els molins". Malgrat que avui dia no en resten, abans gairebé totes les cases eren molins. A mitjans dels anys 50 hi havia a més d'aquest molí altres com: el d'Angelino Alfara, Juan Castell, Moli Bordeles, Juan Balada, Joaquim Balada, i el molí de l'Om.